# Diclidophlebia irvingiae
Diclidophlebia irvingiae är en insektsart som beskrevs av Burckhardt, Altnt och Ouvrard 2006. Diclidophlebia irvingiae ingår i släktet Diclidophlebia och familjen rundbladloppor. Inga underarter finns listade i Catalogue of Life.